# Ү̄
Cette page contient des caractères spéciaux ou non latins. S’ils s’affichent mal (▯, ?, etc.), consultez la page d’aide Unicode.
Ne doit pas être confondu avec la lettre latine Y macron ‹ Ȳ ȳ ›.
Ү̄ (minuscule : ү̄), appelé ou macron, est une lettre additionnelle de l’alphabet cyrillique utilisée en doungane par certains auteurs. Elle est composée du ou droit ‹ Ү › diacrité d’un macron.

## Utilisations
En doungane, certains auteurs utilisent les accents sur les voyelles pour indiquer les tons, dont l’ou droit macron cyrillique ‹ ү̄ ›.

## Représentation informatique
L’ou droit macron peut être représenté avec les caractères Unicode suivants (cyrillique, diacritiques) :
| formes    | représentations | chaînes de caractères | points de code | descriptions                                            |
| --------- | --------------- | --------------------- | -------------- | ------------------------------------------------------- |
| capitale  | Ү̄               | Ү◌̄                    | U+04AE U+0304  | lettre majuscule cyrillique ou droit diacritique macron |
| minuscule | ү̄               | ү◌̄                    | U+04AF U+0304  | lettre minuscule cyrillique ou droit diacritique macron |